# Phil Spector
Harvey Phillip (Phil) Spector (New York, 26 december 1939 – Stockton (Californië), 16 januari 2021) was een Amerikaans muziekproducent die verantwoordelijk is voor enkele van de bekendste populaire muziekstukken van de jaren zestig en zeventig. Hij werd in mei 2009 veroordeeld tot een gevangenisstraf van negentien jaar tot levenslang wegens doodslag op actrice Lana Clarkson in 2003. Hij overleed in de gevangenis.

## Biografie
Hij werd geboren in een joods gezin in de lagere middenklasse in de wijk the Bronx in New York. Als gevolg van hoog opgelopen schulden pleegde zijn vader in 1949 zelfmoord en de familie verhuisde in 1953 naar Los Angeles.
Ondanks zijn verlegenheid raakte hij al snel betrokken bij de plaatselijke muziekcultuur.
Zijn eerste band was The Teddy Bears waarin hij gitaar speelde en waar hij nummers voor schreef. Ze hadden een grote hit met To know him, is to love him dat in 1958 werd uitgebracht en waarvan meer dan een miljoen exemplaren werden verkocht. De titel was een verwijzing naar Phils vader.
Zijn grootste bijdragen leverde hij zonder twijfel door het produceren van andere artiesten waaronder The Ronettes, The Righteous Brothers, The Beatles, John Lennon en George Harrison.
Gezegend met een absoluut gehoor leerde hij al snel hoe hij een opnamestudio kon gebruiken, eerst als leerling van Lester Sill en Lee Hazlewood in Arizona, en vanaf 1960 bij Leiber and Stoller in New York. In 1961 was hij weer terug in Los Angeles waar hij, opnieuw voor Sill werkend, aan een formidabele serie hits begon.
Aanvankelijk werkte hij met gevestigde artiesten als Johnny Nash en Gene Pitney maar al snel bleek dat hij zijn ideeën beter kwijt kon bij door hemzelf samengestelde groepen als The Crystals, Bob B. Soxx and the Blue Jeans, en The Ronettes. De leden van deze groepen waren uitwisselbaar, waarbij de samenstelling afhankelijk was van beschikbaarheid en wiens stem het meest geschikt was voor het materiaal. Een speciale favoriet was hierbij Darlene Love.
Hoewel hij zich voornamelijk richtte op singles namen Spectors groepen ten minste één (beroemd geworden) lp op: A Christmas Gift for You from Phil Spector (1963).
In 1966 produceerde hij River Deep – Mountain High voor Ike & Tina Turner, wat hij zelf als zijn beste werk beschouwde. Door problemen binnen zijn eigen platenmaatschappij kreeg dit nummer weinig aandacht op de radio tot het drie jaar later opnieuw werd uitgebracht.
Spector trok zich meer en meer terug uit de openbaarheid maar vertoonde zich in 1969 met een cameo-optreden in de film Easy Rider.
De nummers van de laatste lp van The Beatles, Let It Be uit 1970, werden oorspronkelijk nog geproduceerd door George Martin. De mastertapes werden, samen met andere opnames van de Get Back-sessies, aan Phil Spector gegeven om er nog een album uit te halen. Het resultaat viel echter niet in de smaak bij Paul McCartney. In 2003 werd het album als Let It Be... Naked opnieuw uitgebracht door McCartney, maar dan zonder de effecten van Spector.

## Wall of Sound
Zijn handelsmerk was de Wall of Sound (de muur van geluid), waarbij hij grote aantallen muzikanten bij elkaar haalde die georkestreerde stukken speelden om zodoende een voller geluid te brengen. Daarnaast gebruikte hij opvallend vaak en veel slaginstrumenten. Hij paste veel akoestische trucs toe als het antifonaal door elkaar laten spelen van twee slagwerken, toepassing van strijkers en voor de rockmuziek ongebruikelijke instrumenten als piano en klavecimbel.
De mix klonk bedrieglijk egaal, zodat alleen luisteraars met een zeer goed gehoor konden horen welke instrumenten werden gebruikt. Spector deed de hele productie zelf en hield zijn methode strikt geheim. Daardoor duurde het een paar jaar voor ze navolging van andere artiesten kreeg. Een voorbeeld van de wall of sound in Nederlandse muziek is het nummer Verdronken Vlinder van Boudewijn de Groot. Ook Michael B. Tretow, medeproducer van de Zweedse popgroep ABBA, maakte veelvuldig gebruik van de 'Wall of Sound'.
Spector maakte bij zijn Wall of Sound-opnamen gebruik van microfoons en speakers die in een kelder waren geplaatst. De harde echo van de stenen muren geeft een bijzondere kwaliteit aan het geluid dat bij Spector vooral goed tot zijn recht kwam als het werd afgespeeld op een AM-radio. Spector is altijd voorstander gebleven van het maken van singletjes, en dan het liefst in mono.

## Discografie
Veel van zijn producties zijn verzameld onder de titel Back to Mono (1958-1969) (4cd-box; inclusief de volledige kerstplaat A Christmas Gift To You (1963)). De box werd in 1992 onderscheiden met een Edison.

## Excentriekeling

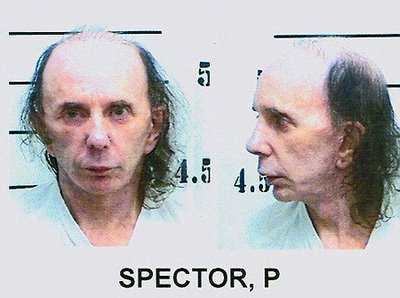
Phil Spector, arrestantenfoto in 2009

Spector stond bekend als een excentriekeling vanwege de vele bizarre conflicten die hij had met artiesten, songwriters en managers die met hem samenwerkten. Vele verhalen doen hierover de ronde, zoals het afschieten van een pistool terwijl hij samen met John Lennon in de studio was, en het achtervolgen van Leonard Cohen met een geladen kruisboog tijdens de opnames van Cohens album Death of a Ladies' Man.
Hij trouwde in 1968 met Veronica Bennett, beter bekend als Ronnie van The Ronettes. Ze scheidden in 1974. In 2000 kende de rechtbank aan Bennett een vergoeding van meer dan twee miljoen dollar toe voor contractbreuk en onbetaalde rechten over de muziek van The Ronettes, een vonnis dat twee jaar later ongedaan werd gemaakt door het New York Court of Appeals.
Op 3 februari 2003 werd Spector gearresteerd op verdenking van moord nadat het lichaam van de 40-jarige actrice Lana Clarkson was gevonden in zijn huis in Alhambra (Californië). De politie was gealarmeerd door een telefoontje van Spectors chauffeur. Deze stond buiten te wachten toen Spector naar buiten kwam en zei: "Ik denk dat ik zojuist iemand heb gedood" ("I think I just killed somebody."). Op 20 november werd Spector in staat van beschuldiging gesteld. Op 27 september 2004 werd Spector aangeklaagd voor de moord op Clarkson, maar kwam op borgtocht (1 miljoen dollar) vrij. Hoewel Spector zijn betrokkenheid altijd heeft ontkend bevond een jury in Los Angeles hem op 13 april 2009 schuldig aan doodslag. Hij zou een pistool in haar mond hebben gestopt en hebben afgedrukt. Spector werd veroordeeld tot vijftien jaar gevangenisstraf tot levenslang voor doodslag op Clarkson, en vier jaar voor verboden wapendracht.
Sinds oktober 2013 verbleef Spector vooral in een gevangenis-ziekenhuis in Stockton, waar hij ook overleed. Volgens zijn dochter overleed hij aan complicaties van de ziekte COVID-19.

## Publicaties over Phil Spector
- Mick Brown: Tearing Down the Wall of Sound: The Rise and Fall of Phil Spector. ISBN 0-7475-7243-7
- Mark Ribowsky: He's a Rebel: The Truth About Phil Spector. Rock and Roll's Legendary Madman. ISBN 0-306-81471-4.
- Richard Williams: Out of His Head. ISBN 0-7119-9864-7
- Dave Thompson: Wall of Pain: The Biography of Phil Spector. ISBN 1-86074-543-1
- Ken Emerson: Always Magic in the Air: The Bomp and Brilliance of the Brill Building Era. ISBN 0-670-03456-8

- Bibsys: 4058088
- Biblioteca Nacional de España: XX847964
- Bibliothèque nationale de France: cb139453240 (data)
- Digitale Bibliotheek voor de Nederlandse Letteren: spec013
- Gemeinsame Normdatei: 119121530
- International Standard Name Identifier: 0000 0001 0801 3373
- Library of Congress Control Number: n88120617
- MusicBrainz: e7b587f7-e678-47c1-81dd-e7bb7855b0f9
- Bibliotheek van het Japanse parlement: 00621496
- Nationale Bibliotheek van Tsjechië: xx0040856
- Nationale bibliotheek van Australië: 63960187
- Nationale Bibliotheek van Israël: 987007277447005171
- Nationale Bibliotheek van Polen: a0000002419213
- Nationale en Universitaire bibliotheek Zagreb: 000047975
- Nederlandse Thesaurus van Auteursnamen: 070655359
- Réseau des bibliothèques de Suisse occidentale: 02-A014177582
- Istituto Centrale per il Catalogo Unico: DDSV021574
- LIBRIS: 310546
- SNAC: w6972gk6
- Système universitaire de documentation: 123711967
- Trove: 1309797
- Virtual International Authority File: 69120811
- WorldCat: E39PBJk94p8HbCHK7KXBjxJ7HC